# Georg Nordblad
Georg Nordblad   (Hèlsinki, 24 d'agost de 1894 - Hèlsinki, 15 d'agost de 1970) va ser un tirador finlandès que va competir durant la dècada de 1920.
El 1924 va prendre part en els Jocs Olímpics de París, on va disputar dues proves del programa de tir. Guanyà la medalla de bronze en la prova de la fossa olímpica per equips, formant equip amb Werner Ekman, Konrad Huber, Robert Huber, Toivo Tikkanen i Karl Magnus Wegelius, mentre en la prova individual de fossa fou vint-i-quatrè.